# 페미위키
페미위키(femiwiki)는 인터넷 상의 정보가 남성중심적이고 여성혐오적이며 소수자 감수성이 부족하다고 주장하는 한국어 위키로, 2016년에 개설되었다. 페미니즘 관점과 여성주의를 지향한다.
페미위키에는 2022년 5월 4일을 기준으로 18,443개의 문서와 5,487명의 등록 사용자가 있으나, 30일간 활동 기록이 있는 사용자는 20명대 수준이며 10명대로 떨어진 적이 있을 정도로 실제 사용자 규모는 적은 편이다.

## 에디터톤

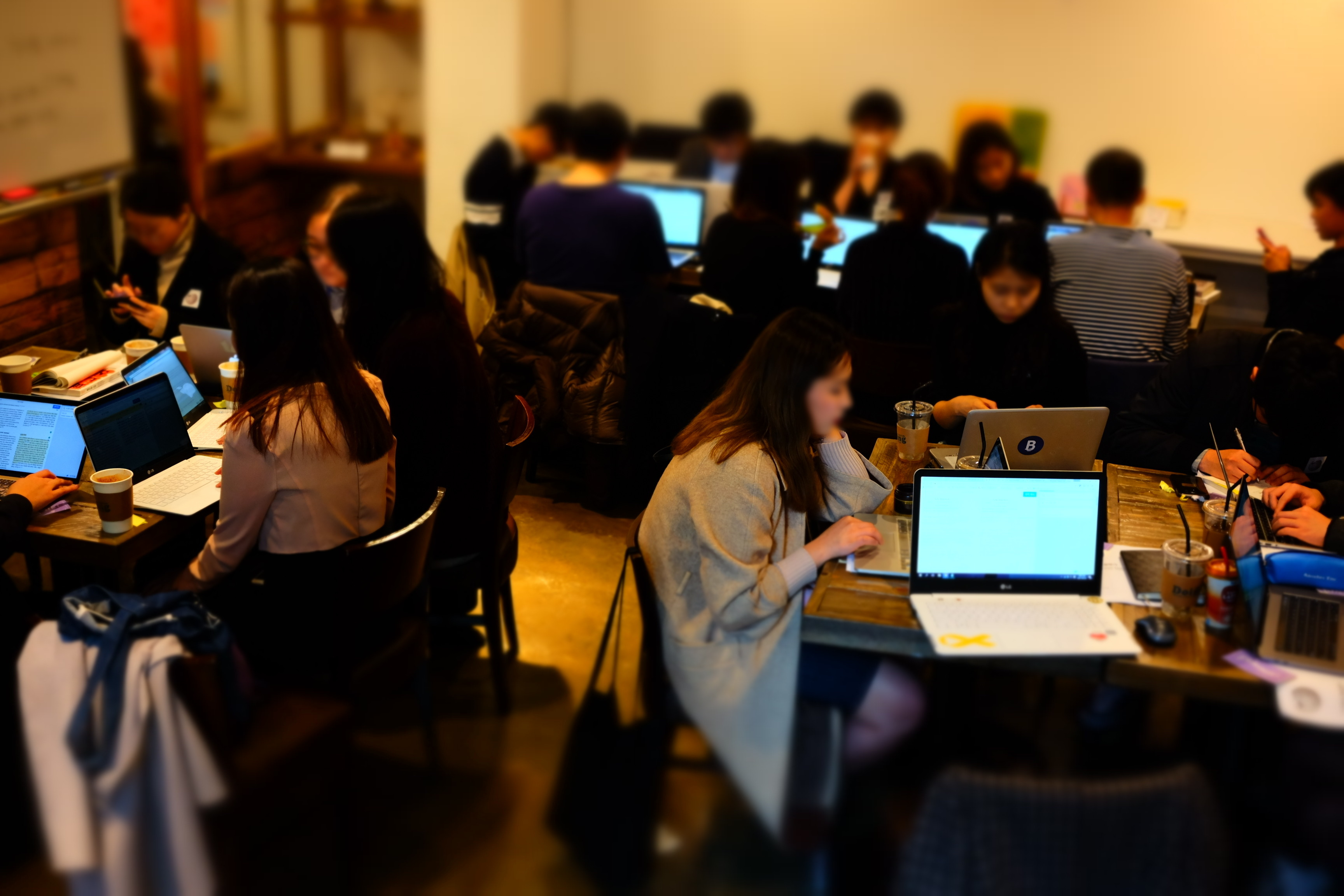
위키♥페미니즘 에디터톤 행사 모습

페미위키는 한국 서울을 중심으로 사용자 참여를 장려하기 위해 여섯 건의 에디터톤을 개최했다.
첫 에디터톤은 2017년 1월 6일 한국예술종합학교에서 6명의 참가자와 함께 열렸으며, 이후 2월 25일 한국 위키미디어 협회 협찬으로 강남 카페 두잉에서 20명의 참가자와 함께, 그리고 5월 31일 마포 탈영역 우정국에서 페미트 페미니즘 축제에 참여형 부스를 통해 수백명의 참가자와 함께 진행했다.
2017년 4월 29일에는 포럼과 함께 에디터톤을 열었다. 포럼에는 패널 발표를 통해 성 평등주의 날조 사건, 페미위키의 사회적 역할, 무엇을 오픈소스화할 것인가? 의 주제를 다루었다.

## 사이트 개발
페미위키의 서버는 무보수 개발진에 의해 운영되고 있다. 미디어위키를 사용하며, 아마존 EC2 서버에 호스팅되어있다.
참여를 장려하고 긍정적 기여를 독려하기 위한 목적으로 설계된 게임화 요소로 편집 횟수에 따라 순위를 부여하는 기능이 자체 개발 봇으로 구현했다.

## 재정
2018년 5월 28일을 기준으로 페미위키는 294만 7천 694원을 295명의 개인 및 펀딩 라운드, 텀블벅 굿즈 판매  등을 통해 모금하였다. 페미위키 웹사이트를 통해 수익, 지출 내역 및 계좌 잔고를 공개하고 있다.

## 논란
페미니즘에 관한 온라인 백과사전인 ‘페미위키’에 성매매 종사 불법 행위에 관한 정보가 아무런 제한장치 없이 제공되고 있어 논란이 일고 있다. 논란이 된 것은 ‘성노동’항목이다. 이 항목에서는 ‘예비 성노동자를 위해’란 소제목으로 성매매 여성의 예상 수입, 입어야 하는 의상, 준비물 등 정보를 제공하고 있다. ‘룸(룸살롱)에서 일을 처음 하는 경우’란 항목에선 술과 안주를 세팅하는 방법에서부터 대화와 신체 접촉 등에 이르기까지 유흥업소에서 일하는 방법을 자세히 소개하고 있다. 또한, 성매매 중 수사기관의 단속에 적발됐을 때 증거물을 인멸하고 거짓 진술을 하는 등의 대처 방법도 체계적으로 안내하고 있다. 청소년에 대해서도 “성노동자에 대한 낙인은 정말로 강력하고 고통스러운 것이란 것을 알아두어야 한다”고 경고하면서도 성매매에 종사할 수 있는 방법을 함께 안내하고 있어, 자칫 청소년의 일탈 통로가 될 수 있다는 지적도 나온다.
또한, 워마드 관련 논란 문서에도 고양이를 살해한 부분을 설명하는 글에서 성별이 여성이라는 이유만으로 더 빠르게 기사화되었다는 등 논란과 사건 사고 문서에서 오히려 논란의 대상을 옹호하는 말이 거의 대부분이여서 논란이 되고 있다.

## 같이 보기
- 한국어 위키 목록